# Леляцька сільська рада
| Леляцька сільська рада — колишній орган місцевого самоврядування у Жмеринському районі Вінницької області з адміністративним центром у с. Леляки. Сільській раді підпорядковані населені пункти: - с. Леляки - с. Мала Жмеринка - с. Подільське - с. Тартак |

## Склад ради
Рада складалася з 20 депутатів та голови.

## Керівний склад сільської ради
| ПІБ                          | Основні відомості                                                 | Дата обрання | Дата звільнення |
| ---------------------------- | ----------------------------------------------------------------- | ------------ | --------------- |
| Бесараба Анатолій Васильович | Сільський голова, 1959 року народження, освіта, безпартійний      | 26.03.2006   | 31.10.2010      |
| Бесараба Анатолій Васильович | Сільський голова, 1959 року народження, освіта вища, безпартійний | 31.10.2010   |                 |

Примітка: таблиця складена за даними джерела